# برایس هانت
برایس هانت (به انگلیسی: Bryce Hunt) (زادهٔ ۷ ژوئیهٔ ۱۹۸۲) شناگر اهل ایالات متحده آمریکا است.